# Casa natale di Arturo Toscanini
La casa natale di Arturo Toscanini si trova in borgo Rodolfo Tanzi n. 13 (Allora Borgo San Giacomo) a Parma, nel quartiere Oltretorrente. Qui, il 25 marzo 1867, nacque il celebre direttore d'orchestra.

## Storia e Architettura
Nel catasto geometrico, chiamato Atlante Sardi e voluto da Ferdinando Borbone nel 1767, si può notare che i lotti 27 (la casa natale) e 28 (il cortiletto dietro la casa) sono entrambi proprietà ducale.
Il cortile, nel documento, viene definito "Polara Reale": era fornito di una grande vasca d'acqua e serviva per l'allevare il pollame utilizzato per la mensa ducale.
Alla fine del '700 il gruppo di case di Borgo San Giacomo fu acquistato dalla famiglia Serventi, dinastia di banchieri e imprenditori parmigiani. La casa al numero 13 nel 1858 viene abitata dai Montali (famiglia di Paolina la mamma del Maestro) ed era di proprietà dei fratelli Enrico e Cesare Serventi.
(Filippo Sacchi.)

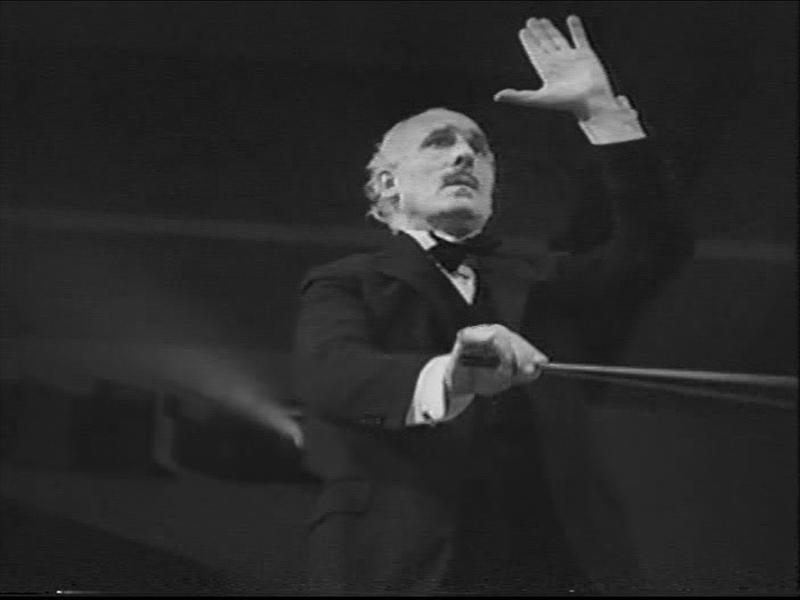
Arturo Toscanini mentre dirige l'Opera di Verdi La Forza del Destino.

Nei primi anni '60 i figli del maestro acquistarono la casa dagli eredi Serventi, nel 1967 fu donata dai Toscanini all'Amministrazione Comunale, che la ristrutturò istituendovi il museo.
Successivamente fu rinnovata nella struttura e nell'allestimento nel 2007.
Scopo e onere della presente donazione e' la creazione nell'immobile da parte del Comune di Parma (il quale pertanto non potrà' darvi altra destinazione) di un museo per la raccolta di oggetti, documenti, cimeli e quant'altro possa illustrare la vita e l'opera del maestro Arturo Toscanini.
All'interno è stato ricostruito l'arredamento dell'epoca, ospita una documentazione sulla vita del grande Maestro (materiali provenienti in prevalenza dalla sua residenza di Milano e da quella di Riverdale negli Stati Uniti), come fotografie, abiti, strumenti musicali e documenti autografi. L'esposizione ripercorre, anche attraverso supporti multimediali, la vicenda artistica e umana di questo grande artista parmigiano.
Un volontario parmigiano, Claudio Toscanini, scese di corsa e si precipito' a casa sua per dormire con la giovane moglie.

Arturo Toscanini, in una conversazione registrata anni dopo narro' compiaciuto che quella notte...

"Era saltato giu' per farmi nascere. Sono le combinazioni della vita".»
Toscanini narrava che per molto tempo fu perseguitato da una strana fobia per il numero 13: guai ad iniziare uno studio, delle prove o dare rappresentazioni il giorno 13! Poi una volta, da un certificato di nascita, si accorse che la sua casa natale era in Borgo San Giacomo al numero 13 e da allora abbandono' la fastidiosa superstizione.»
In questa casa, il Maestro, dimorò di fatto soltanto pochi mesi perché il padre Claudio, in cerca di migliori condizioni di lavoro come sarto, si trasferì con la famiglia a Genova, ma essendo Arturo debole di salute, la madre Paola Montani lo riportò a Parma affidandolo ai nonni materni. Dopo il 1871 Paola e Claudio ritornarono a Parma e cominciarono una vera e propria peregrinazione, testimoniata dall'archivio storico comunale di Parma, probabilmente dovuto ai problemi economici in cui versava la famiglia Toscanini.

## Interno

### Stanza d'ingresso
Nel locale di accesso si può' vedere una raccolta di onorificenze che testimoniano la profonda stima, manifestata al maestro, durante la sua carriera musicale svolta in ogni parte del mondo.

### Stanza natale

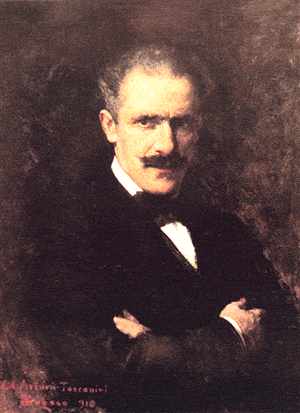
Stanza Natale:Giacomo Grosso Ritratto di Arturo Toscanini, 1916, Olio su tela, 75x55 cm

In questa stanza che dà sulla strada, al primo piano, nacque Arturo Toscanini e si trovano oggetti, foto di viaggi, ritratti e piccoli ricordi della famiglia Toscanini e lettere di amici musicisti tra cui: Giuseppe Verdi e Maurice Ravel.
Si trovano anche alcuni oggetti personali appartenuti a Richard Wagner: gli occhiali, diversi ritratti, una cartella, una maschera funebre, il boccale, con manico ad ansa raffigurante un cigno ad ali spiegate, donato a Toscanini dalla figlia Eva con iscrizione: "Illustre e caro maestro Arturo Toscanini mi è caro offrirle in segno di gratitudine di amicizia codesto "gobeled" che era stato usato da mio padre Richard Wagner per molti anni e| sino all'ultimo suo giorno per il grog serale Eva Chamberlain-Wagner" e il ritratto di Cosima Wagner regalato dalla figlia del grande compositore, Daniela Thode, che vi autografò una dedica.

### Stanza del camino
In questa stanza si è voluto sottolineare i rapporti del Maestro con le grandi personalità del suo tempo: D'Annunzio, Carducci, Respighi, Einstein ecc.
Tra i vari documenti custoditi, si può trovare una lettera manoscritta di Albert Einstein rivolta a Toscanini, in cui si complimenta con il maestro per le doti artistiche e soprattutto per il suo fermo rifiuto dimostrato nei riguardi del fascismo:

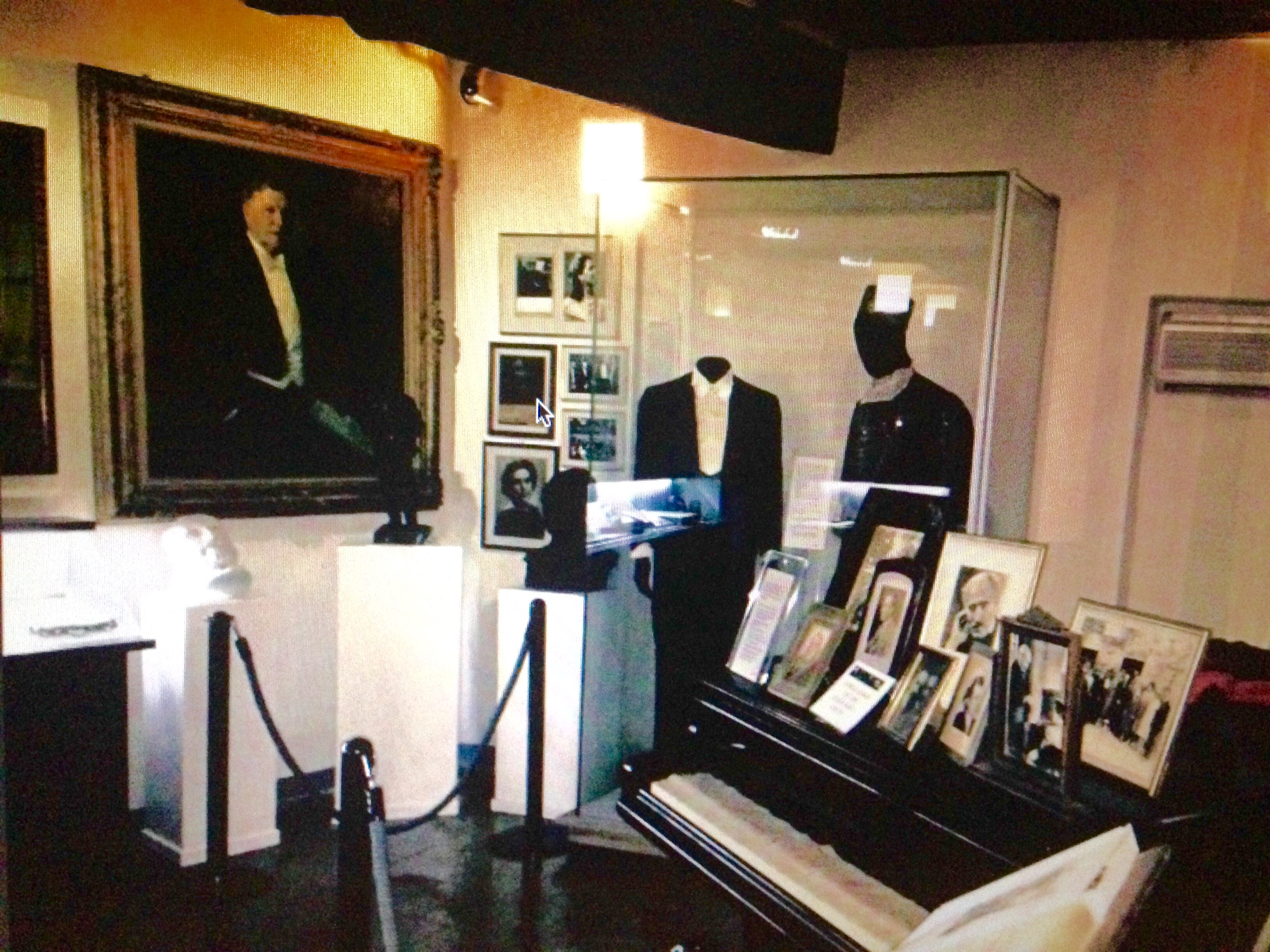
Stanza del pianoforte

(Albert Einstein)

### Cucinino
Nel cucinino, lungo e stretto, si trova una vasca per lavare le stoviglie originale del 1700 e qui sono raccolte alcune foto e delle immagini caricaturali di Toscanini fatte dagli amici e musicisti.

### Stanza del pianoforte
Qui si trova il racconto della vita, i vestiti, costumi d'opera, gli oggetti, i bastoni da passeggio e i cappelli.
La stanza è anche riservata alla collezione di Aureliano Pertile, il tenore amico di Toscanini, tra cui spicca un pianoforte Bechstein di proprietà del cantante lirico.